# Lift Me Up
Lift Me Up is een nummer van de Amerikaanse muzikant Moby uit 2005. Het is de eerste single van zijn zevende studioalbum Hotel.
Moby schreef het nummer in 2004, net nadat de op dat moment zittende Amerikaanse president George W. Bush werd herkozen voor een tweede termijn. Moby was het niet eens met het beleid van Bush, en bezingt in "Lift Me Up" zijn overweging om naar Canada te emigreren. Volgens Moby gaat het nummer ook over globale intolerantie en fundamentalisme. Het nummer flopte in Amerika, maar werd in veel Europese landen juist een grote hit. Hoewel het in de Nederlandse Top 40 een bescheiden 32e positie behaalde, was het in de Vlaamse Ultratop 50 zeer succesvol met een 8e positie.